# Technicien supérieur de support en informatique
Un technicien supérieur de support en informatique est un technicien délivrant des services d'assistance en informatique. Ce titre est défini par la législation française.

## Informations règlementaires sur la certification
Le titre T2SI (Technicien(ne) Supérieur(e) de Support en Informatique) est une certification de niveau III (équivalent professionnel bac + 2) du Ministère chargé de l'Emploi (France). Ce titre peut être présenté à l'issue d'une formation de l'AFPA, du CEFIAC ou de tout autre organisme agréé par le Ministère chargé de l'Emploi. Il est également possible d'y accéder directement par la voie de la validation des acquis de l'expérience.
Ce titre a été modernisé par l'arrêté de révision paru au Journal Officiel du 19 février 2013, avec prise d'effet au 1er août 2013. L'ancien intitulé du titre a été conservé, mais son logo est devenu à cette occasion T2SI.
Le titre est lié aux fiches ROME, de Maintenance informatique et bureautique et M1801, de Production et exploitation de systèmes d'information. Ce sont ces codes ROME qu'il faut indiquer lors d'une recherche des offres d'emploi relatives au titre TSSI sur le site de Pôle emploi.
Voici les activités et les compétences à mettre en œuvre dans l'emploi correspondant à ce titre, et qui font l'objet de la formation et de la certification TSSI :
Intervenir et assister en centre de services sur l'environnement de travail utilisateur
- Gérer les incidents et les problèmes.
- Configurer et mettre à jour un poste de travail informatique.
- Configurer la connexion physique et logique du poste de travail.
- Assister les utilisateurs.
- Utiliser l’anglais dans son activité professionnelle en informatique

Intervenir et assurer le support sur les systèmes et les réseaux informatiques
- Intervenir sur une infrastructure de réseau TCP/IP.
- Intervenir sur une infrastructure de réseau sécurisé.
- Administrer et dépanner un serveur.
- Intervenir sur un service d’annuaire de réseau.
- Automatiser des tâches à l’aide de scripts.
- Déployer des postes de travail sur un réseau d’entreprise.
- Contribuer à la gestion des problèmes informatiques

Intervenir et assurer le support sur les serveurs d'applications
- Utiliser un outil de gestion d'environnements virtuels
- Intervenir sur un serveur de clients légers
- Intervenir sur un système de messagerie informatique.
- Intervenir sur une architecture n-tiers
- Suivre les indicateurs de qualité de service et la relation client.
- Assurer sa veille technologique en informatique.